# Xeraco
Xeraco è un comune spagnolo di 5 142 abitanti situato nella comunità autonoma Valenciana.